# 弗罗芒塔勒
弗罗芒塔勒（法語：Fromental，法語發音：[fʁɔmɑ̃tal]）是法国新阿基坦大区上维埃纳省的一个市镇，属于贝拉克区。

## 地理
弗罗芒塔勒（46°9'33"N, 1°23'47"E）面积22.65 平方千米，位于法国新阿基坦大区上维埃纳省，该省份为法国中西部省份，北起顺时针与安德尔省、克勒兹省、科雷兹省、多爾多涅省、夏朗德省和维埃纳省接壤。
与弗罗芒塔勒接壤的市镇（或旧市镇、城区）包括：圣莫里斯-拉苏泰赖讷、加尔唐普河畔贝西讷、福勒、圣阿芒马尼亚泽、菲尔萨克。

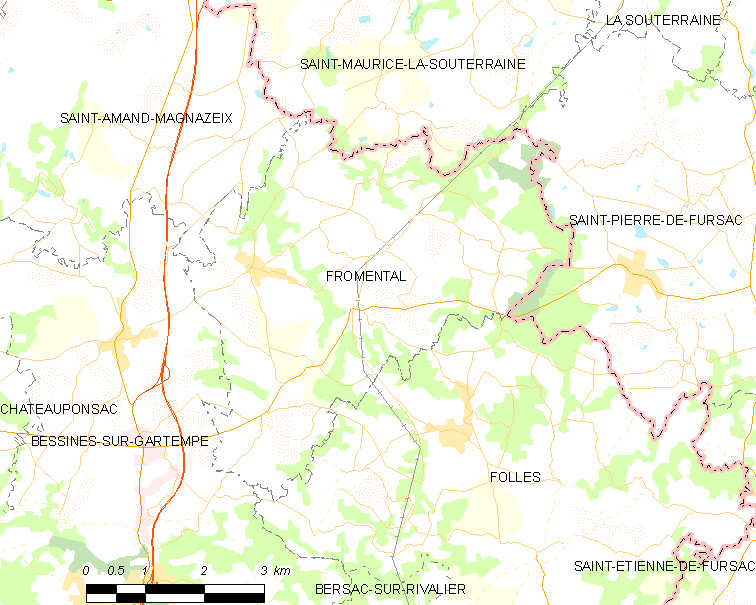
弗罗芒塔勒的OSM定位图

弗罗芒塔勒的时区为UTC+01:00、UTC+02:00（夏令时）。

## 行政
弗罗芒塔勒的邮政编码为87250，INSEE市镇编码为87068。

## 政治
弗罗芒塔勒所属的省级选区为昂巴扎克县。

## 人口

1962-2008年间弗罗芒塔勒人口变化图示

弗罗芒塔勒于2022年1月1日时的人口数量为517人。